# Ankawa
Ankawa (syrisch ܥܢܟܒܐ; arabisch عنكاوا, DMG ʿAnkāwā) ist eine Vorortgemeinde von Erbil im Irak, in der schätzungsweise ca. 40.000 Menschen leben. Ankawa ist mehrheitlich von Assyrern/Aramäern und Chaldäern, als Gesamtheit auch Chaldo-Assyrer genannt, bewohnt. Es ist eine der ältesten christlichen Ansiedlungen im Irak.

## Sehenswürdigkeiten

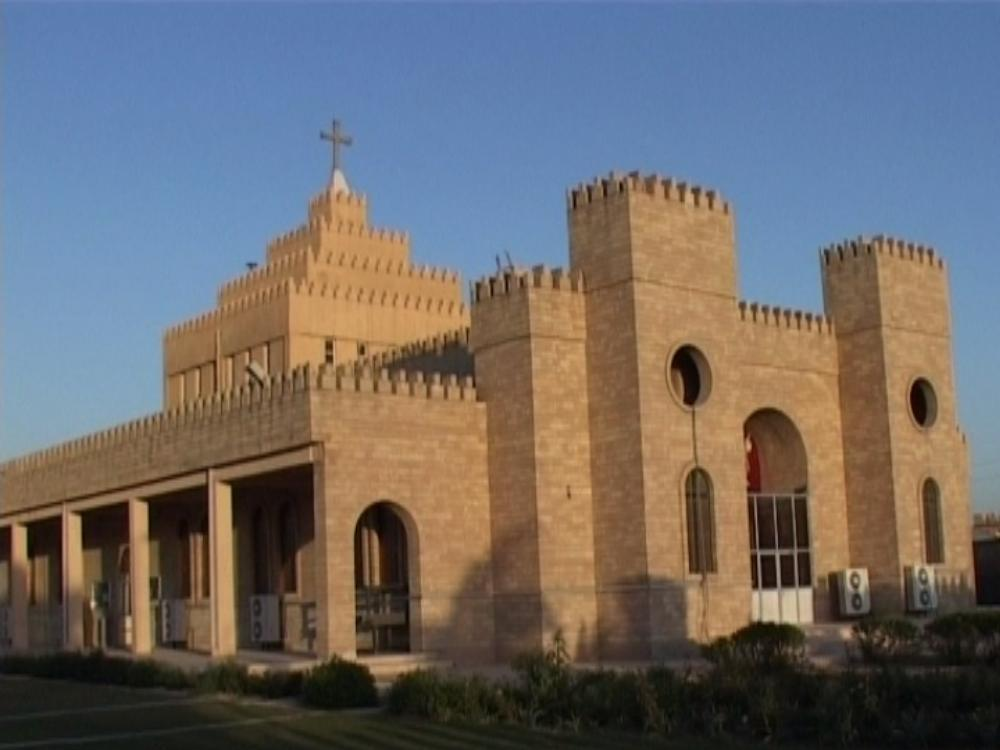
Chaldäisch-katholische Kathedrale St. Josef, 2009

Ankawa hat mehr als zehn Kirchen, davon drei Kathedralen. Zu den bedeutendsten Kirchen gehören die 1981 eröffnete Kathedrale St. Josef (Mar Joseph) der Erzeparchie Erbil der Chaldäisch-katholischen Kirche, die 2008 eröffnete Kathedrale des Heiligen Johannes des Täufers der Assyrischen Kirche des Ostens und die 2019 geweihte Kathedrale der Königin des Friedens der Eparchie Adiabene der Syrisch-katholischen Kirche der Chaldäisch-katholischen Kirche. 2012 wurde die Kirche Unserer Lieben Frau vom Licht der Syrisch-Orthodoxen Kirche von Antiochien eröffnet. Als älteste Kirche gilt die bereits 816 erwähnte Kirche St. Georg (Mar Giorgis, auch Mar Kurkis). Etliche Kirchen sind durch den Flüchtlingszustrom seit 2003 entstanden, darunter auch die am 6. April 2019 eröffnete armenisch-apostolische Heilig-Kreuz-Kirche (Surb Chatsch). Zwei Kirchen bildeten mit ihren umliegenden Grundstücken von 2014 bis 2016 das Zentrum von Flüchtlingslagern, nämlich die chaldäisch-katholische Kirche St. Elias (Mar Elia) und die syrisch-katholische Kirche Mart-Schmoni-Kirche. Außerdem liegt die Vorstadt am neu gebauten internationalen Flughafen Erbil. Am 5. August 2023 wurde in Ankawa die neue assyrische Patriarchats-Kathedrale eingeweiht, die den Namen der Apostel Thomas, Addai und Mari trägt.

## Geschichte

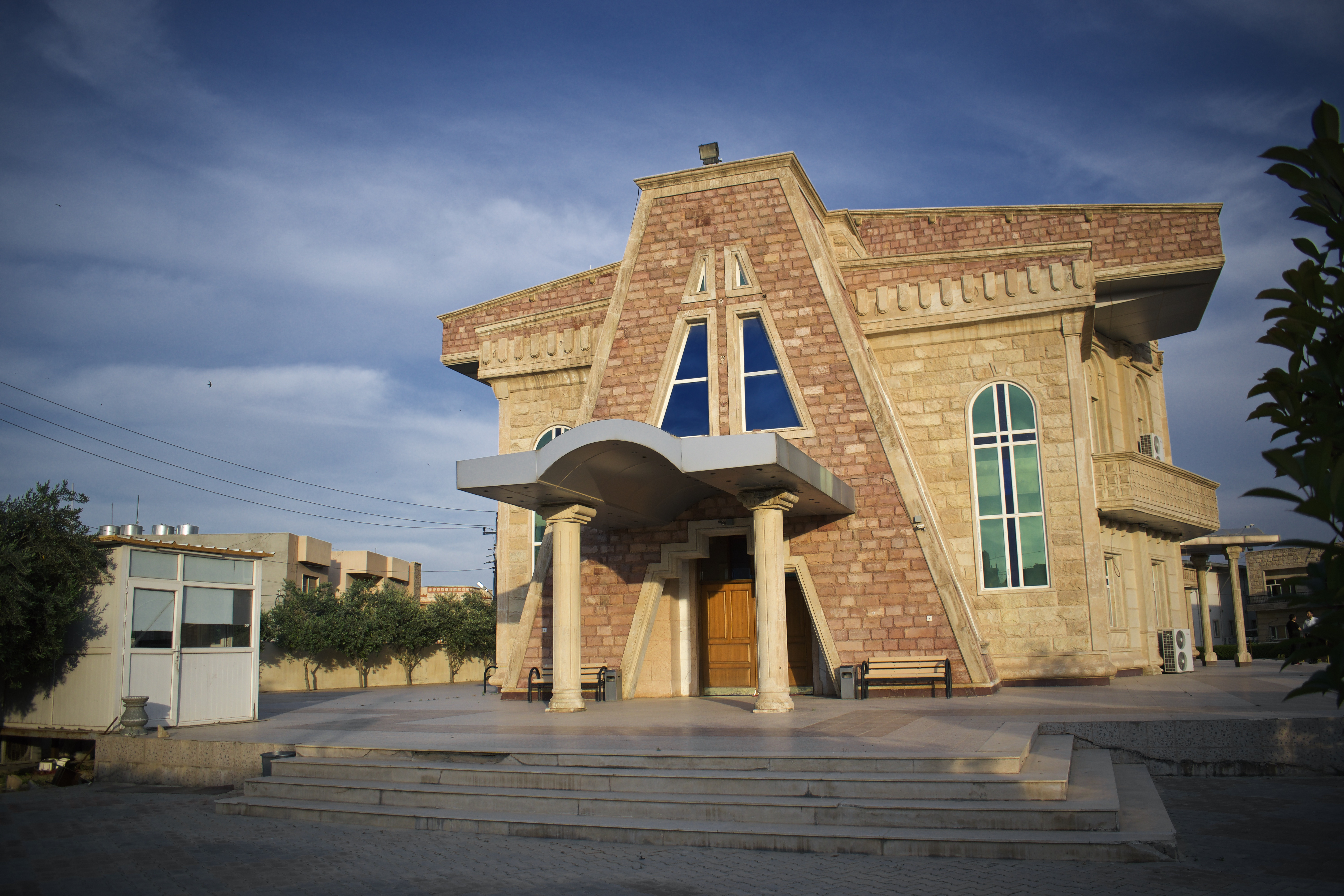
Assyrische Sankt-Johannes-der-Täufer-Kathedrale, 2018

Seit der Invasion des Irak durch die USA 2003 wurde die Situation für die Christen im Irak in weiten Teilen des Landes immer bedrohlicher und lebensgefährlich. Aus Städten wie Bagdad und Basra kamen zahlreiche Binnenflüchtlinge nach Ankawa, das von vielen aber nur als Zwischenstopp für die Flucht ins Ausland genutzt wurde. Nach der Eroberung der Stadt Mossul und großer Teile der mehrheitlich christlichen Ninive-Ebene einschließlich deren größter Ortschaft Baghdida im Jahre 2014 durch die Terrororganisation Daesch (Islamischer Staat, IS) gelangten zahlreiche weitere Flüchtlinge in den Raum Erbil, wobei die Christen vor allem in die christliche Vorstadt Ankawa kamen. Etwa 15.000 Menschen kamen im Flüchtlingslager Mart Schmoni, wo 2014 die neue syrisch-katholische Kirche Mart Schmoni geweiht wurde, und rund 4000 im Einkaufszentrum von Ankawa unter. Nach der Vertreibung der Islamisten zwischen Oktober 2016 und Juli 2017 kehrten bis April 2018 etwa 5000 von zuvor 9000 christlichen Familien nach Baghdida zurück. Auch die chaldäische Kathedrale St. Josef nahm Flüchtlinge auf. Nach den Worten des Ankawaer chaldäischen Erzbischofs Bashar Warda von März 2019 befanden sich noch 6000 Flüchtlinge aus der Ninive-Ebene in der Obhut der chaldäischen Kirche der Stadt, während 6000 Familien ins Ausland, meist in die USA, nach Kanada oder Australien geflohen waren, rund 8000 Familien jedoch in ihre Heimat in der Ninive-Ebene zurückgekehrt waren.

## Persönlichkeiten
- Rebin Sulaka (* 1992), irakisch-schwedischer Fußballspieler